# المسحر (الصومعة)

تعديل مصدري - تعديل

المسحر هي إحدى قرى عزلة ال عبيد بمديرية الصومعة التابعة لمحافظة البيضاء، بلغ تعداد سكانها 312 نسمة حسب تعداد اليمن لعام 2004.